# Cerkiew św. Błażeja w Moskwie
Cerkiew św. Błażeja (Przemienienia Pańskiego) – prawosławna cerkiew w Moskwie, w Chamownikach, w dekanacie centralnym eparchii moskiewskiej miejskiej Rosyjskiego Kościoła Prawosławnego.

## Historia
Pierwsza wzmianka o cerkwi pochodzi z 1624, jednak obecny obiekt został wzniesiony dwadzieścia lat później i był przebudowywany w 1815, 1866 oraz 1901, zaś w 1921 powiększony o drugi ołtarz św. Serafina z Sarowa.
W 1936 budynek przeszedł na własność Żywej Cerkwi, jednak pozostawał w tej jurysdykcji tylko trzy lata, następnie został zamknięty i przebudowywany, wskutek czego stracił zewnętrzne elementy architektury typowe dla budownictwa cerkiewnego. W latach 80. XX wieku dawna świątynia należała do ludowej orkiestry „Bojan”, wtedy też została wyremontowana. Podczas prac ołtarz św. Serafina z Sarowa rozebrano. Rosyjski Kościół Prawosławny odzyskał budynek w 1991, zaś pierwsza Święta Liturgia po 1939 została odprawiona w 1997. Trwają prace nad odbudową cerkwi.
Szczególnym kultem otaczane są w cerkwi ikona patronalna oraz ikona święta Wprowadzenia Matki Bożej do Świątyni.